# Dallas Cowboys 2025
La stagione 2025 dei Dallas Cowboys sarà la 66ª della franchigia nella National Football League e la prima con Brian Schottenheimer come capo-allenatore.

## Scelte nel Draft 2025
| Scelte dei Cowboys nel Draft 2025 |        |                                   |                                   |                                   |                      |
| Giro                              | Scelta | Giocatore                         | Ruolo                             | College                           |                      |
| 1                                 | 12     |                                   |                                   |                                   |                      |
| 2                                 | 44     |                                   |                                   |                                   |                      |
| 3                                 | 76     |                                   |                                   |                                   |                      |
| 4                                 | 114    | Scambiata con i Carolina Panthers | Scambiata con i Carolina Panthers | Scambiata con i Carolina Panthers |                      |
| 5                                 | 149    |                                   |                                   |                                   |                      |
| 5                                 | 170    | Scambiata con i Buffalo Bills     | Scambiata con i Buffalo Bills     | Scambiata con i Buffalo Bills     | Scelta compensatoria |
| 5                                 | 171    |                                   |                                   |                                   | Scelta compensatoria |
| 5                                 | 174    |                                   |                                   |                                   | Scelta compensatoria |
| 6                                 | 188    | Scambiata con i Tennessee Titans  | Scambiata con i Tennessee Titans  | Scambiata con i Tennessee Titans  |                      |
| 6                                 | 204    |                                   |                                   |                                   | Dai Bills            |
| 6                                 | 211    |                                   |                                   |                                   | Scelta compensatoria |
| 7                                 | 228    | Scambiata con i Detroit Lions     | Scambiata con i Detroit Lions     | Scambiata con i Detroit Lions     |                      |
| 7                                 | 247    |                                   |                                   |                                   | Dai Panthers         |

## Staff
| Staff dei Dallas Cowboys |
| --- |
| Organi dirigenziali - Proprietario/presidente/general manager – Jerry Jones - COO/vice presidente esercutivo/direttore del personale dei giocatori – Stephen Jones - Vice presidente esecutivo/chief brand officer – Charlotte Jones Anderson - Vice presidente esecutivo/chief of sales – Jerry Jones Jr. - Vice presidente del personale dei giocatori – Will McClay - Direttore delle operazioni del football senior/amministrazione del football – Todd Williams - Direttore dell'amministrazione del football e tecnologia – Jason McKay - Direttore degli osservatori del college – Mitch LaPoint - Direttore degli osservatori dei professionisti – Alex Loomis - Direttore del salary cap/contratti dei giocatori – Adam Prasifka - Direttore dello sviluppo dei giocatori – Bryan Wansley Capo allenatore - Brian Schottenheimer Altri allenatori - Preparatore atletico – Harold Nash - Assistente p.a. – Cedric Smith - Assistente p.a. – Kendall Smith - Assistente p.a./scienza sportiva – Braylon Tatum Allenatori dell'attacco - Coordinatore offensivo – Klayton Adams - Quarterback – Steve Shimko - Running back – Derrick Foster - Wide receiver – Junior Adams - Assistente wide receiver – Tiquan Underwood - Tight end – Lunda Wells - Offensive line – Conor Riley - Assistente offensive line – Ramon Chinyoung - Specialista gioco sui passaggi – Ken Dorsey - Quarterback fellowship – Dele Harding - Coordinatore gestione del gioco – Ryan Feder Allenatori della difesa - Coordinatore difensivo – Matt Eberflus - Defensive line – Aaron Whitecotton - Assistente defensive line – Bryan Bing - Linebacker – Dave Borgonzi - Coordinatore gioco difensivo sui passaggi/safety – Andre Curtis - Cornerback/secondary – David Overstreet II - Secondary/nickel – Darian Thompson - Assistente difesa/controllo qualità – JJ Clark - Assistente difesa/controllo qualità – Tanzel Smart Allenatori dello special team - Coordinatore special team – Nick Sorensen - Assistente special team – Carlos Polk - Chief of staff – Tyler Boyles |

## Roster
| Roster dei Dallas Cowboys |
| --- |
| Quarterback - 15 Trey Lance - 4 Dak Prescott - 10 Cooper Rush Running Back - 23 Rico Dowdle - 15 Ezekiel Elliott - 40 Hunter Luepke FB - 42 Deuce Vaughn Wide Receiver - 83 Jalen Brooks - 3 Brandin Cooks - 80 Ryan Flournoy - 88 CeeDee Lamb - 1 Jalen Tolbert - 9 KaVontae Turpin Tight End - 87 Jake Ferguson - 86 Luke Schoonmaker - 89 Brevyn Spann-Ford - 81 John Stephens Jr. Offensive Linemen - 66 T.J. Bass G - 56 Cooper Beebe C - 60 Tyler Guyton T - 67 Brock Hoffman C - 70 Zack Martin G - 76 Asim Richards T - 73 Tyler Smith G - 78 Terence Steele T - 79 Matt Waletzko T Defensive Linemen - 99 Chauncey Golston DE - 93 Linval Joseph DT - 94 Marshawn Kneeland DE - 90 DeMarcus Lawrence DE - 97 Osa Odighizuwa DT - 11 Micah Parsons DE - 98 Jordan Phillips DT - 58 Mazi Smith DT - 91 Tyrus Wheat DE Linebacker - 18 Damone Clark OLB - 57 Buddy Johnson MLB - 50 Eric Kendricks MLB - 35 Marist Liufau OLB - 13 DeMarvion Overshown OLB Defensive Back - 14 Markquese Bell SS - 25 Andrew Booth Jr. CB - 21 Caelen Carson CB - 7 Trevon Diggs CB - 29 C.J. Goodwin CB - 28 Malik Hooker FS - 2 Jourdan Lewis CB - 24 Israel Mukuamu CB - 30 Juanyeh Thomas FS - 6 Donovan Wilson SS Special Team - 5 Bryan Anger P - 17 Brandon Aubrey K - 44 Trent Sieg LS Lista delle riserve - 26 DaRon Bland CB (IR-DRF) - 64 Earl Bostick Jr. T (IR) - 71 Chuma Edoga T (IR) - 93 Viliami Fehoko DE (IR) - 51 Durrell Johnson DE (IR) - 62 Nathan Thomas T (IR) - 54 Sam Williams DE (IR) Squadra di allenamento - 75 Josh Ball T - 31 Josh Butler CB - 20 Dalvin Cook RB - 34 Malik Davis RB - 95 Denzel Daxon DT - 85 Princeton Fant TE - 43 Kemon Hall CB - 47 Darius Harris LB - 84 Kelvin Harmon WR - 96 Phil Hoskins DT - 33 Emany Johnson SS - 55 Carl Lawson DE - 59 Brock Mogensen LB - 16 Jalen Moreno-Cropper WR - 27 Amani Oruwariye CB - 65 Dakoda Shepley T - 41 Nick Vigil LB Roster aggiornato al 3 settembre 2024 53 attivi, 7 inattivi, 16 nella squadra di allenamento |
| Legenda - I rookie sono in corsivo. - Il primo ruolo è il principale mentre gli eventuali successivi indicano i ruoli secondari. - (IR) sta per Injured Reserve ed indica la lista ristretta per un solo giocatore infortunato che può tornare ad allenarsi dopo la settimana 6 e a rientrare in prima squadra dopo che questa ha giocato 8 partite. - (NF-Inj.) / (NF-Ill.) stanno rispettivamente per Non-Football Injured e Non-Football Illness ed indicano le liste dove viene inserito un giocatore che ha un infortunio o una malattia non dipendente dal football americano. - (PUP) sta per Physically Unable to Perform ed indica la lista dove viene inserito un giocatore mentre è in attesa di recuperare la condizione fisica. Nella stagione regolare dopo la sesta partita giocata dalla propria squadra, il giocatore ha tempo tre settimane per riprendere ad allenarsi, più tre settimane aggiuntive dal suo rientro agli allenamenti per rientrare in prima squadra. |

## Precampionato
Il 14 maggio 2025 furono annunciate le gare del precampionato.
| Precampionato |           |           |                    |           |        |              |            |         |
| Settimana     | Data      | Ora (CT)  | Avversario         | Risultato | Record | Stadio       | TV         | Sintesi |
| 1             | 9 agosto  | 6:00 p.m. | @ Los Angeles Rams | S 21-31   | 0-1    | SoFi Stadium | KTVT (CBS) | Sintesi |
| 2             | 16 agosto | 6:00 p.m. | Baltimore Ravents  | S 13-31   | 0-2    | AT&T Stadium | KTVT (CBS) | Sintesi |
| 3             | 22 agosto | 7:00 p.m. | Atlanta Falcons    | -         | -      | AT&T Stadium | Da def.    | -       |

## Stagione regolare

### Calendario
Il 12 maggio 2025 la lega annunciò che la partita d'esordio della stagione, l'NFL Kickoff Game, si sarebbe tenuta il 4 settembre e avrebbe visto i Cowboys far visita agli Eagles, vincitori dell'ultimo Super Bowl. Il calendario completo della stagione regolare fu reso noto il 14 maggio 2025.
| Stagione regolare |                    |                    |                             |                    |                    |                            |                    |                    |
| Settimana         | Data               | Ora (CT)           | Avversario                  | Risultato          | Record             | Stadio                     | TV                 | Sintesi            |
| 1                 | 4 settembre        | 7:20 p.m.          | @ Philadelphia Eagles (K)   | -                  | -                  | Lincoln Financial Field    | NBC                | -                  |
| 2                 | 14 settembre       | 12:00 p.m.         | New York Giants             | -                  | -                  | AT&T Stadium               | Fox                | -                  |
| 3                 | 21 settembre       | 3:25 p.m.          | @ Chicago Bears             | -                  | -                  | Soldier Field              | Fox                | -                  |
| 4                 | 28 settembre       | 7:20 p.m.          | Green Bay Packers (S)       | -                  | -                  | AT&T Stadium               | NBC                | -                  |
| 5                 | 5 ottobre          | 12:00 p.m.         | @ New York Jets             | -                  | -                  | MetLife Stadium            | Fox                | -                  |
| 6                 | 12 ottobre         | 12:00 p.m.         | @ Carolina Panthers         | -                  | -                  | Bank of America Stadium    | Fox                | -                  |
| 7                 | 19 ottobre         | 3:25 p.m.          | Washington Commanders       | -                  | -                  | AT&T Stadium               | Fox                | -                  |
| 8                 | 26 ottobre         | 3:25 p.m.          | @ Denver Broncos            | -                  | -                  | Empower Field at Mile High | CBS                | -                  |
| 9                 | 3 novembre         | 7:15 p.m.          | Arizona Cardinals (M)       | -                  | -                  | AT&T Stadium               | ESPN/ABC           | -                  |
| 10                | Settimana di pausa | Settimana di pausa | Settimana di pausa          | Settimana di pausa | Settimana di pausa | Settimana di pausa         | Settimana di pausa | Settimana di pausa |
| 11                | 17 novembre        | 7:15 p.m.          | @ Las Vegas Raiders (M)     | -                  | -                  | Allegiant Stadium          | ESPN/ABC           | -                  |
| 12                | 23 novembre        | 3:25 p.m.          | Philadelphia Eagles         | -                  | -                  | AT&T Stadium               | Fox                | -                  |
| 13                | 27 novembre        | 3:30 p.m.          | Kansas City Chiefs (T)      | -                  | -                  | AT&T Stadium               | CBS                | -                  |
| 14                | 4 dicembre         | 7:15 p.m.          | @ Detroit Lions (T)         | -                  | -                  | Ford Field                 | Prime Video        | -                  |
| 15                | 14 dicembre        | 7:20 p.m.          | Minnesota Vikings (S)       | -                  | -                  | AT&T Stadium               | NBC                | -                  |
| 16                | 21 dicembre        | 12:00 p.m.         | Los Angeles Chargers        | -                  | -                  | AT&T Stadium               | Fox                | -                  |
| 17                | 25 dicembre        | 12:00 p.m.         | @ Washington Commanders (T) | -                  | -                  | Northwest Stadium          | Netflix            | -                  |
| 18                | 3/4 gennaio        | Da def.            | @ New York Giants           | -                  | -                  | MetLife Stadium            | Da def.            | -                  |

Note:
- Gli avversari della propria division sono in grassetto.
- Il simbolo "@" indica una partita giocata in trasferta.
- (K) indica l'NFL Kickoff Game, (M) il Monday Night Football, (T) il Thursday Night Football e (S) il Sunday Night Football.
- Dall'undicesimo al diciassettesimo turno si adotta una programmazione flessibile: le partite del Sunday Night Football, del Monday Night Football e del Thursday Night Football sono programmate in via provvisoria e sono eventualmente soggette a modifiche.
- Data e orario della gara del diciottesimo turno saranno stabilite dopo lo svolgimento del diciassettesimo turno.